# John Jack Sheehan
John Jack Sheehan (Somerville, 23 augustus 1940) is een gepensioneerde generaal van het United States Marine Corps. Voor zijn pensionering was hij een van de twee Supreme Allied Commander Atlantic van de NAVO. Hij was van 1994 tot 1997 opperbevelhebber van de Atlantische strijdkrachten.
Sheehan vocht mee in de Vietnamoorlog en Golfoorlog, buiten oorlogstijd bekleedde hij posities aan zowel de Atlantische als Pacifische divisies van de strijdkrachten. Als militair ontving Sheehan onder andere de Defense Distinguished Service Medal, de Silver Star en tweemaal de Bronzen Ster.

## Decoraties
- Defense Distinguished Service Medal met één Oak Leaf Cluster
- Silver Star
- Defense Superior Service Medal
- Bronze Star met één Award Ster & Valor Device
- Purple Heart met één Award Ster
- Defense Meritorious Service Medal
- Meritorious Service Medal (United States)
- Army Commendation Medal
- Navy and Marine Corps Achievement Medal
- Combat Action Ribbon
- Marine Corps Expeditionary Medal
- Presidential Unit Citation (United States)
- Navy Unit Commendation
- National Defense Service Medal met één Service Ster
- Armed Forces Expeditionary Medal
- Humanitarian Service Medal
- Navy Sea Service Deployment Ribbon
- Navy Arctic Service Ribbon
- Kruis voor Dapperheid met twee zilveren Sterren
- Eremedaille van de Strijdkrachten
- Republiek van Vietnam Kruis voor Dapperheid Eenheids vermeldings baton
- Vietnamese Campagne Medaille
- Vietnamese Service Medaille met vijf Service Sterren
- Zuidwest-Azië Service Medaille met twee Service Sterren
- Koeweitse Bevrijdings-medaille  (Saudi-Arabië)
- Nationale Orde van Verdienste
- Grootkruis in de Orde van Verdienste
- Grootkruis in de Orde van de Hongaarse Republiek
- Grootkruis in de Orde van Verdienste